# Pecorino (kaas)

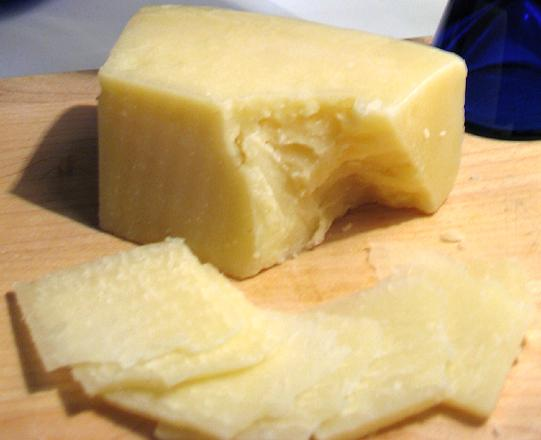
Pecorino romano

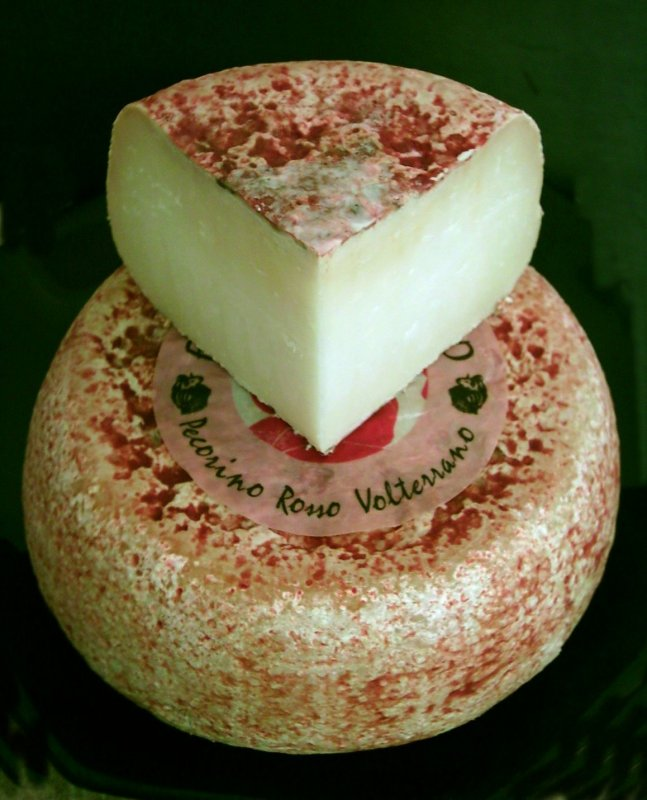
Pecorino uit Toscane

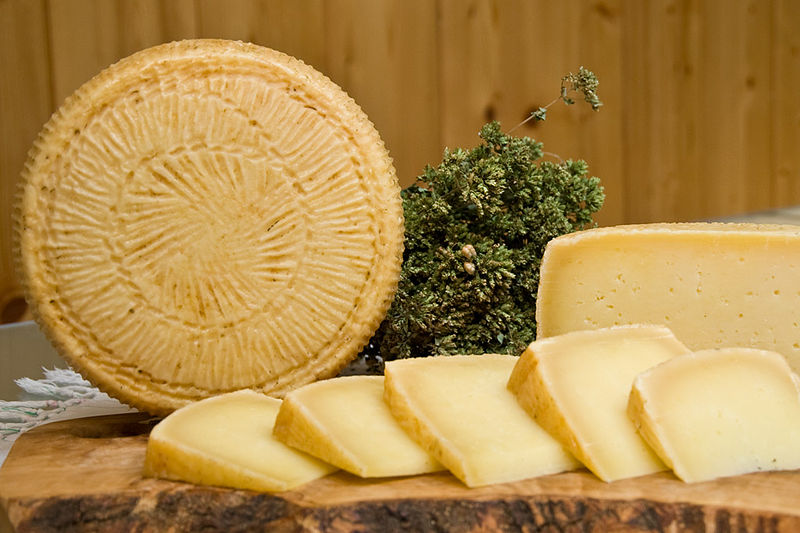
Pecorino uit Filiano

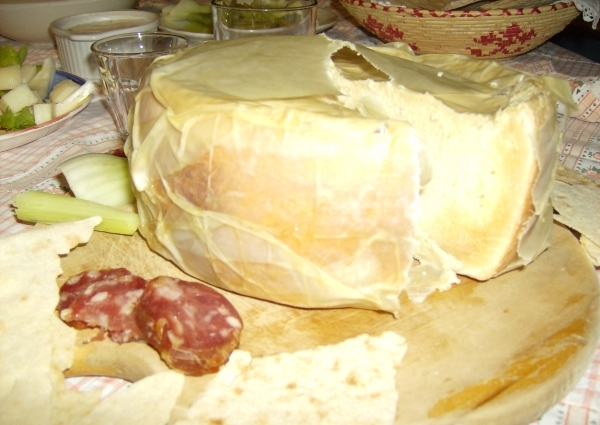
Casu marzu uit Sardinië

Pecorino is een Italiaanse schapenkaas. De naam is afkomstig van het Italiaanse woord pecora, dat schaap betekent.

## Regionale varianten
Er zijn vele regionale varianten en de kaas is verkrijgbaar in verschillende fasen van rijpheid. Er zijn harde en vrij zoute kazen als de pecorino romano uit Lazio en Sardinië, die ook buiten Italië volop verkrijgbaar zijn. De sterk zoute smaak vindt zijn oorsprong in het wassen van de kazen met zeewater tijdens de bereiding. Ook zijn er diverse minder harde en iets zoetige kazen zoals de pecorino lucano geproduceerd in Basilicata en pecorino sardo, die in vele variaties in Toscane, Umbrië en Sardinië worden geproduceerd en daar tot de populairste kazen worden gerekend.

## Pecorino bolato
De pecorino bolato wordt veel gebruikt in pastagerechten, net zoals de bekendere Parmezaanse kaas. Zijn sterke kenmerkende en zoute smaak betekent dat het gebruik ervan vaak is voorbehouden aan pastagerechten met sterk smakende sauzen, met name uit de regio van Rome, zoals Pasta all'Amatriciana. Pecorino bolato komt oorspronkelijk, in tegenstelling tot wat de naam doet verwachten, evenals pecorino sardo, uit Sardinië. Deze Sardijnse specialiteit was zo populair, dat Rome hem ging importeren. Daarom is deze kaas ook bekend onder de naam pecorino romano.

## Pecorino sardo
Op Sardinië is de pecorino sardo geliefder dan de bolato. Zij wordt ook vaak gebruikt bij pastagerechten met een lichte saus of zonder saus. Pecorino sardo wordt ook veel gemaakt in Toscane en Umbrië, waar in het verleden veel Sardijnen hun schaapskuddes op de geoogste graanakkers kwamen weiden. 
De zachtere varianten van pecorino worden vaak los gegeten als afsluiting van de maaltijd. Typisch Toscaans is de combinatie Pecorino met peer. Op Sardinië eten herders vaak pecorino sardo als ze met hun schapen in de bergen zijn. Zij gebruiken hiervoor dan een Sardijns mes, een pattada.

## Pecorino lucano
De pecorino lucano wordt geproduceerd door boerderijen in de province Potenza. De pecorino uit Filiano, met beschermde oorsprong benaming, is daarvan de bekendste.

## Pecorino crotonese
De pecorino crotonese wordt geproduceerd in Calabrië en heeft ook een beschermde oorsprongsbenaming.

## Casu marzu
Een bijzondere pecorino sardo is casu marzu, wat Sardijns is voor 'rotte kaas'. Deze kaas wordt van binnenuit opgegeten door larven, wat hem zijn sterke smaak geeft. De verkoop ervan is een tijd lang illegaal geweest, volgens de Europese en dus ook Italiaanse regels. Het verbod is door de Europese Unie echter opgeheven, omdat het om een traditioneel product gaat. In de VS is de kaas in 2013 nog verboden. Op Sardinië Sardinië is het nog redelijk gemakkelijk te verkrijgen gedurende een bepaalde tijd van het jaar voor de Sardijnen. Buitenlanders hebben er meer moeite mee.

## Druiven
Pecorino is ook een druivenras, die onder meer voorkomt in de Abruzzen. De Pecorino Terre di Chieti is een licht aromatische wijn, mineralig en vol.